# Open steenasfalt

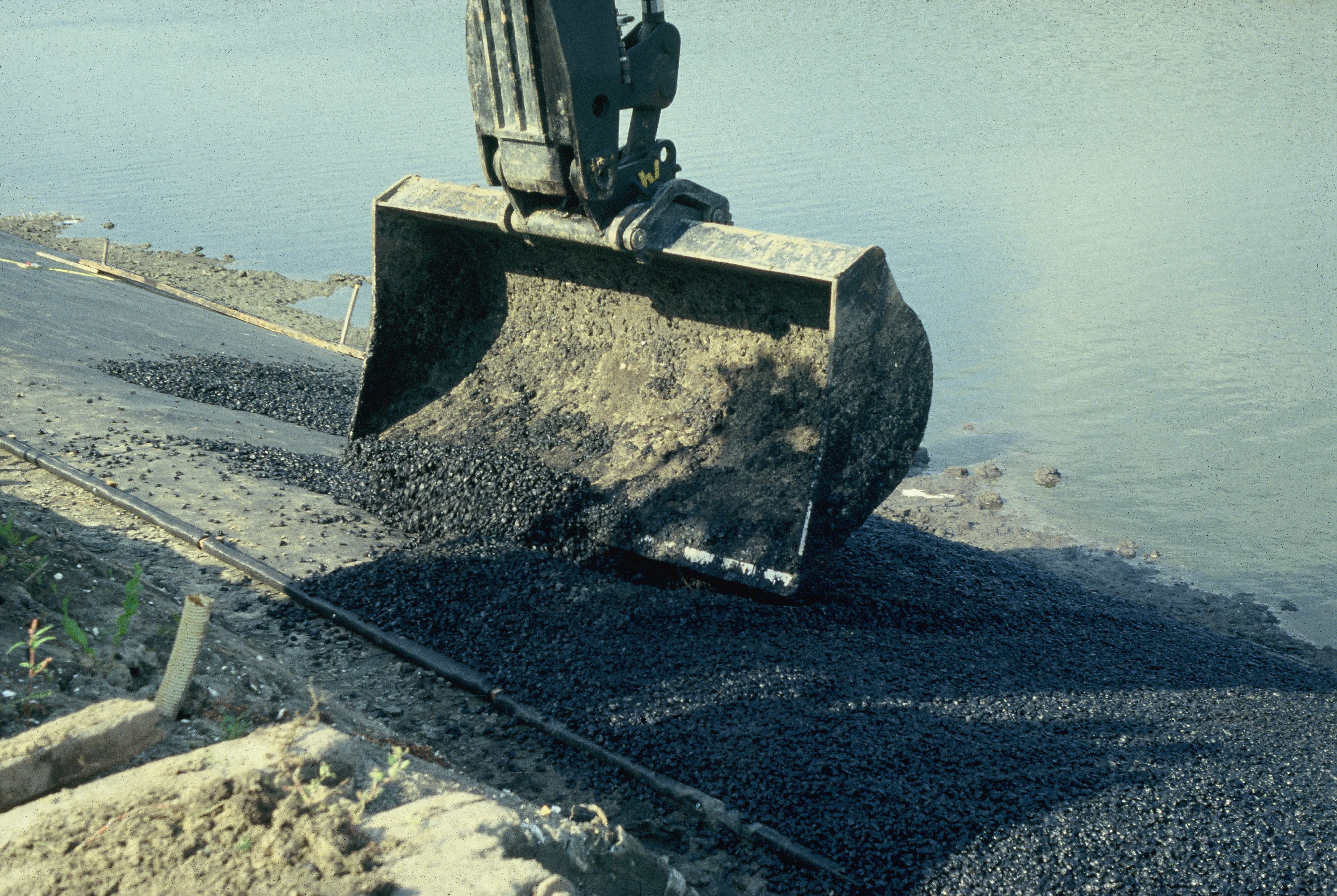
Open steenasfalt wordt geplaatst op een laag waterbouwasfaltbeton

Open steenasfalt een dijkbekleding bestaande uit steenslag met een dun bitumenhuidje.
Kenmerkend voor open steenasfalt is dat het een warm bereid asfalt is met een mengsel van grof en uniform gegradeerd steenslag en
een ondermaat aan asfaltmastiek, dat een hoog percentage holle ruimte heeft (>25%). Hierdoor is het materiaal goed doorlatend voor water en zijn er geen overdrukken onder de bekleding mogelijk. Ook is de golfoploop minder door het open karakter. Het kan direct op zand aangebracht worden, maar meestal wordt een tussenliggend kunststof vlies toegepast om de zanddichtheid te garanderen. Soms wordt het als overlaging van een asfaltlaag gebruikt ter vermindering van de golfoploop.
Het materiaal is doorgroeibaar, wat aantrekkelijk is voor het toepassen in milieuvriendelijke oevers.

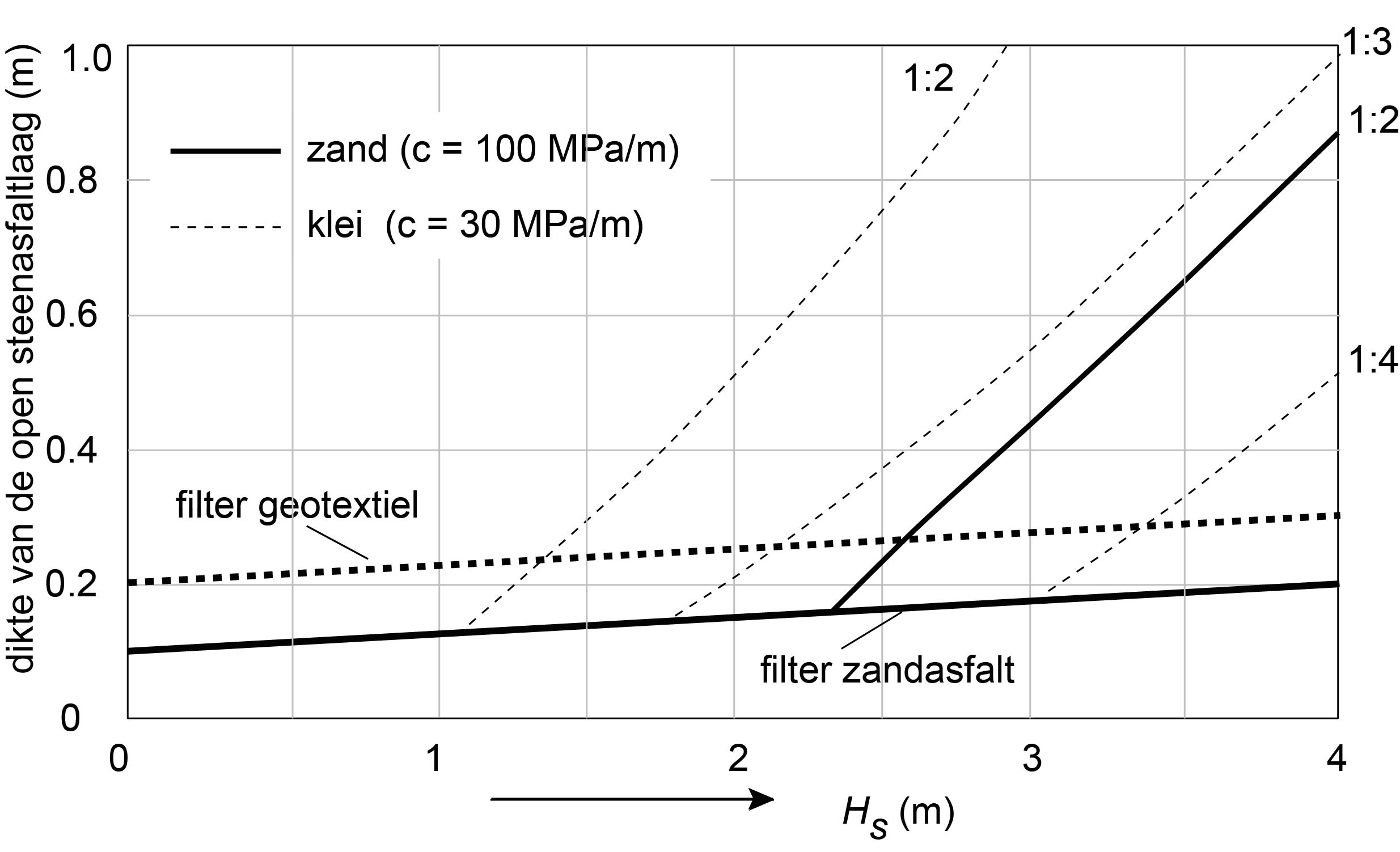
Ontwerpgrafief voor Open steenasfalt (conform TR Asfalt voor Waterkeringen)

De sterkte van het laagje asfaltmastiek dat de stenen bijeen moet houden is vaak het zwakke punt; bij belasting door golven met veel zand en of steen er in kan behoorlijke erosieschade optreden. Open Steenasfaltbekledingen hebben een levensduurverwachting van 15-30 jaar, dit in tegenstelling tot waterbouwasfaltbeton, wat een levensduurverwachting heeft van 50-75 jaar. Een eerste inschatting van de benodigde dikte kan gemaakt worden aan de hand van bijgaande grafiek.
Het materiaal is enigszins vergelijkbaar met het Zeer Open AsfaltBeton (ZOAB) in de wegenbouw.
Open steenasfalt is rond 1960 ontwikkeld door het toenmalige Bitumarin (een dochteronderneming van Heijmans en de Koninklijke Maatschappij Wegenbouw, KMW, opgericht in 1960) onder de merknaam Fixtone. In 2016 is Bitumarin opgeheven, het merk Fixtone wordt niet meer gebruikt. 